# ムチア
ムチア（英語: Muchea）は、オーストラリアの西オーストラリア州西端部にある集落。パースの北、約30 km付近に位置する。郵便番号は6501。

## 地理

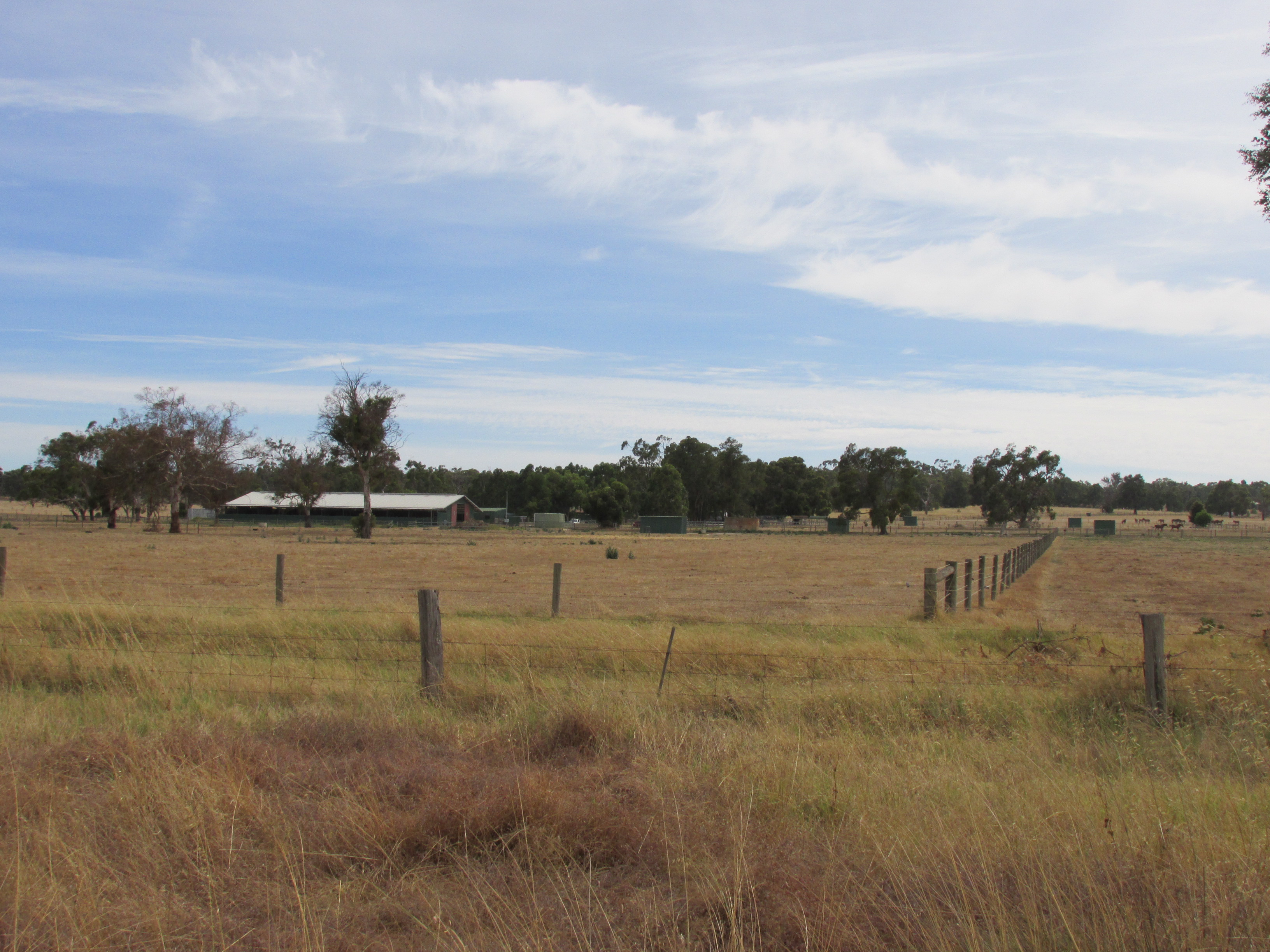
ムチアを通るGreat Northern Highwayから見た、ムチアの東部。2015年撮影。

ムチアには、西オーストラリア州の州都であるパースと、ジェラルトンとを結ぶ鉄道路線が敷設されている。また、ムチアにはGreat Northern Highwayが通っている他に、ムチアを起点とするBrand HighwayがGreat Northern Highwayから分岐している。なお、2006年におけるムチアの人口は493人であった

。

## 名称
この集落の名称はアボリジニの言葉Nyoongarで「水溜り」や「小さな池」を意味する単語に由来している。これはムチアが、水を得やすい場所であったことを言い表している。

## 歴史
この付近は1845年にジョージ・ムーア（George Moore）という人物が農地とするために調査した場所である。ただ、この付近に1892年から1898年にかけて鉄道が敷設され、それが恒久的な路線となった。ムチアの集落が官報に公式に収載されたのは1904年のことであった

。
なお、1960年にはNASAのマーキュリー計画のためにMuchea Tracking Stationが設置されたものの、1964年には閉鎖された

。